# جوزف بیچ
جوزف بیچ (انگلیسی: Joseph Bech؛ زادهٔ ۱۷ فوریه ۱۸۸۷ – درگذشته ۸ مارس ۱۹۷۵) یک سیاست‌مدار اهل لوکزامبورگ بود. وی در دو دوره در سال‌های ۱۹۲۶ تا ۱۹۳۷ و از ۱۹۵۳ تا ۱۹۵۹ نخست‌وزیر این کشور بود.